# Canottaggio ai Giochi della IV Olimpiade
Le gare di canottaggio dei Giochi della IV Olimpiade si sono svolte al Henley Royal Regatta Course presso Henley-on-Thames Londra tra il 28 e il 31 luglio 1908. 
Il programma prevedeva quattro gare: singolo, due senza, quattro senza e l'otto. La distanza prevista era di 1,5 miglia e le gare si tennero a Henley-on-Thames sul Tamigi. In confronto alla tradizionale regata reale di Henley, che viene disputata sulla stessa tratta del fiume dal 1839, le competizioni olimpiche erano più lunghe di 330 iarde. Il tratto di fiume è piuttosto stretto cosicché la competizione si svolse tra due sole imbarcazioni alla volta. Le regole utilizzate furono quelle della Amateur Rowing Association of England, dell'organizzazione si occupò il Leander Club di Henley-on-Thames.
Tutte e quattro le gare videro la vittoria di imbarcazioni britanniche. Contrariamente a quanto avvenne negli altri sport vennero premiati solo i primi, non si svolsero quindi le finali per il terzo e quarto posto. I secondi e terzi classificati non ricevettero alcuna forma di riconoscimento se non la medaglia consegnata a tutti i partecipanti ai giochi olimpici.

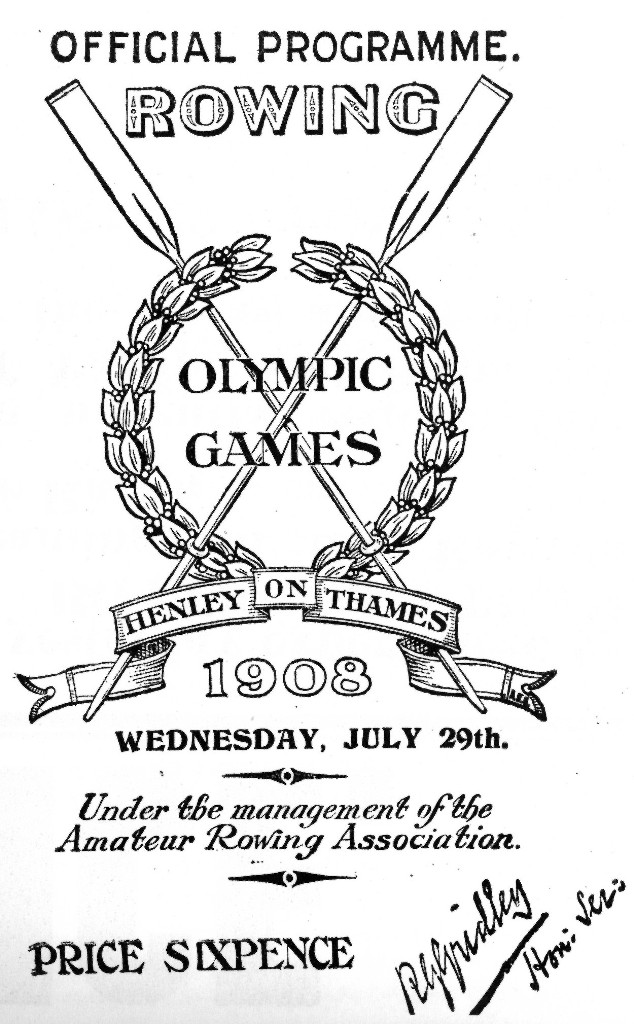
Copertina del programma di canottaggio

## Medagliere
| Posizione | Paese       | Oro | Argento | Bronzo | Totale |
| --------- | ----------- | --- | ------- | ------ | ------ |
| 1         | Regno Unito | 4   | 3       | 1      | 8      |
| 2         | Belgio      | 0   | 1       | 0      | 1      |
| 3         | Canada      | 0   | 0       | 3      | 3      |
| 4         | Germania    | 0   | 0       | 2      | 2      |
| 5         | Ungheria    | 0   | 0       | 1      | 1      |
| 5         | Paesi Bassi | 0   | 0       | 1      | 1      |
| Totale    | Totale      | 4   | 4       | 8      | 16     |

## Podi
| Evento                      | Oro | Perform. | Argento | Perform. | Bronzo | Perform. |
| Singolo maschile (dettagli) | Harry Blackstaffe | 9'41"0   | Alexander McCulloch | /        | Károly Levitzky Bernhard von Gaza | /        |
| Due senza (dettagli)        | Regno Unito John Fenning Gordon Thomson | 9'26"0   | Regno Unito George Fairbairn Philip Verdon | /        | Canada Frederick Toms Norway Jackes Germania Martin Stahnke Willy Düskow | /        |
| Quattro senza (dettagli)    | Regno Unito Robert Cudmore Angus Gillan Duncan Mackinnon Robert Somers-Smith | 8'34"0   | Regno Unito Philip Filleul Harold Barker John Fenning Gordon Thomson                                                                                | /        | Canada Gordon Balfour Becher Gale Charles Riddy Geoffrey Taylor Paesi Bassi Hermannus Höfte Albertus Wielsma Johan Burk Bernardus Croon | /        |
| Otto (dettagli)             | Regno Unito Albert Gladstone Frederick Septimus Kelly Banner Johnstone Guy Nickalls Charles Burnell Ronald Sanderson Raymond Etherington-Smith Henry Bucknall Gilchrist Maclagan | 7'52"0   | Belgio Oscar Taelman Marcel Morimont Rémy Orban Georges Mys François Vergucht Polydore Veirman Oscar Dessomville Rodolphe Poma Alfred Van Landeghem | /        | Regno Unito Frank Jerwood Eric Powell Oswald Carver Edward Williams Henry Goldsmith Harold Kitching John Burn Douglas Stuart Richard Boyle Canada Irvine Robertson Joe Wright, Sr. Julius Thomson Walter Lewis Gordon Balfour Becher Gale Charles Riddy Geoffrey Taylor Douglas Kertland | /        |